# 대한제국 중추원
중추원(中樞院)은 대한제국 시기에 근대적 형태의 입법 기관을 모방하여 설치한 기관이다.
1894년(고종 31년) 근대적 행정기관으로서 국왕의 자문 기관 목적으로 설립이 추진되었고, 1896년 국민 대표자를 정치에 참여시켜 달라는 독립협회와 만민공동회의 참정 요구로 황제가 추천하는 칙선 의관과 백성이 선발하는 민선 의관으로 나뉘었다. 국왕/황제가 지목하는 관선 의관 25명에 백성이 명망가를 선거로 선출하는 민선 의관 75명으로 나뉘었다. 뒤에 1899년 독립협회와 관민공동회가 폐지된 뒤에는 황제의 형식적 자문기관으로 전락하였다.
조선 전기의 왕명 출납과 병력 동원을 관장하다가 세조 때인 1466년(세조 12) 전,현직 관료의 명예직 또는 겸직으로 변모한 중추원(中樞院) 또는 중추부(中樞府)와는 구성원과 성격이 판이하다.

## 개요
1894년(고종 31년) 왕명으로 국왕의 자문기관으로 설치되었다. 그러나 독립협회와 만민공동회의 근대적 의회 설치 및 민선 의원 선출 제안이 계속되자 1894년에 의결 기능을 갖춘 준입법 기관으로 개편된 뒤, 1894년 6월 28일 의정부에서 중앙 관제 개정을 목적으로 신관제안(新官制案)을 발표할 때 文·武·蔭의 資憲 以上 實職없는 人士를 單望하겠다며 중추원에 관한 규정을 포함하였다. 그러나 독립협회, 만민공동회는 대한제국 행정부와 고종에게 근대적 의회 설치를 계속 집회와 건의서 제출 등을 통해 요구하였다.
1895년 3월 1일 중추원 관제가 별도로 개정되어 관제에서 떨어져나왔으며, 국왕이 추천하는 의관과 백성이 입후보, 선거로 선출하는 의관의 존재를 명시했다. 그러나 중추원 법안에는 중추원은 자체적으로 정치나 행정에 대한 의견을 개진, 각의하는 규정이 별도로 제정되지 않았다. 이때부터 중추원은 황제가 추천하는 칙선 의관과 백성이 선발하는 민선 의관으로 구성되었다. 1898년 독립협회, 만민공동회 등의 상소로 입법 기능을 강화하였지만 임명권의 일부는 황제가 행사하였다.
그러나 일각에서는 독립협회, 만민공동회가 공화정을 계획하고 있으며, 윤치호, 박영효 또는 이준용 등을 대통령 또는 부통령으로 추대하고 공화정을 선포하려 한다는 루머를 유포시켜 황제와 조정에서는 중추원을 견제하고, 중추원의 역할을 최대한 제한하려 하였다.
1899년 독립협회와 만민공동회가 폐지된 뒤 중추원은 황제의 형식적 자문기관으로 전락하였다. 이후 한일 병합 조약이 체결된 1910년까지 존속하였다. 1910년 국권상실에 의해 조선총독부가 설치되고 일제강점기가 시작되면서 폐지되었고, 총독부는 중추원을 식민통치에 이용하고자 칙령 제355호인 조선총독부 관제에 의거하여 10월 1일 자문 기관으로 조선총독부 중추원을 설립하면서 대한제국 중추원의 이름을 그대로 붙였다. 그러나 조선총독부 하의 중추원은 조선, 대한제국의 중추원과는 달리 국민에 의한 선거 선출, 입후보 권한이 없었고, 입법 발의/폐지 기능이 없는 기관이었다.

## 구성
중추원은 조선 초기의 중추원, 중추부와는 성격과 구성원이 판이하였다. 조선 초기의 중추원, 중추부는 영사, 판사, 지사, 동지사, 첨지사, 경력 등의 직책이 존재하였고 임무는 왕명 출납과 병력 동원으로, 1466년(세조 12) 이후 승정원과 병조, 각 위와 영에 이관되었다. 1894년부터 1910년에 존재한 의회 중추원은 입법 기능을 수행한 의회로서 의장, 부의장, 의관이 존재하였다.
의관은 국왕/황제가 추천한 칙임 의관 25명, 백성이 선거를 통해 선출한 의관 50인~75인이 있었으며, 1등 의관과 2등 의관으로 직급을 정하였지만, 직급에 따른 별도의 의회가 아닌 단원제 형태의 의회였다.
중추원 설치 규정은 1898년 11월 2일 개정된 이후, 1898년 11월 12일 개정, 1899년 5월 22일 개정, 1899년 8월 25일 개정, 1902년 11월 18일 개정, 1905년 10월 28일 개정, 1906년 1월 10일 개정 이후 1907년 5월 30일 최종 개정 등 계속 설치 규정이 수시로 개정되었다.

### 관제 개편
종전에 의장 1명, 부의장 1명이었으나 1902년 11월 15일 의정부 의정대신 윤용선의 상소로 부의장 1인이 증원되었다.

## 배경과 경과
대한제국 수립 직전에 일본의 압력으로 갑오개혁이 추진되면서 근대적인 관점에서 사법 기관과 입법 기관을 분리시키는 개혁이 이루어졌다. 이때 중추원은 개혁 정책의 발의와 여론을 수렴하는 기능을 담당하게 되었다. 독자적인 입법 기능이나 심의 기능은 보유하지 못했으므로 완전한 입법 기관은 아니었으나, 초기적 형태로 볼 수 있다.
중추원의 기능 변화는 일본의 의도에 따른 군국기무처 폐지와 밀접한 관련이 있다. 일본 공사 이노우에 카오루는 기존의 군국기무처가 의정부와 각 아문을 능가하는 역할로 국정을 문란하게 한다고 비판했으며, 이에 청일 전쟁의 결과로 성립된 제2차 김홍집 내각은 핵심 권력기구였던 군국기무처를 폐지시키고 중추원을 개편하여 부분적 입법 기관으로 기능하도록 했다. 중추원은 이전에 이미 의정부 소속으로 설치되어 있었으나, 실권이나 실질적인 활동이 없는 형식적인 기관이었다.
중추원은 본래 조선 말기 정치개혁에 대한 상응적인 조처로 대두되었다. 조선 말기에 등장한 중추원은 왕권 강화를 위한 국왕의 자문기관적 성격을 가지고 출발하였고, 왕조체제하의 추밀원(樞密院)과 유사한 성격을 지닌 기관이었다. 그러나 독립협회와 만민공동회의 끈질긴 참정권 요구로, 중추원은 의회적 성격의 기관으로 개정되고, 백성이 입후보, 선출한 민선 의관이 존재하게 되었다. 민선 의관의 출마, 입후보에는 신분 상 제한은 없었으나 사실상 중인 이상의 지식인들이 대부분 출마하였다.
1894년 6월 28일의 중앙관제 대개혁을 위해 마련된 의정부의 신관제안(新官制案) 속에 중추원에 관한 규정이 포함되어 있으며, 1895년 3월 1일 중추원 관제가 개정되었다. 이 법안을 보면, 중추원은 자체적으로 정치나 행정에 따르는 문제를 논의하거나 결의할 수 있는 조항이 제정되지 않았다.
그러나 점차 중추원 내부뿐만 아니라 내각도 중추원의 관제를 개정, 그 기능을 활성화하자는 주장이 거듭 제기되었다. 특히 독립협회 회원들도 중추원을 근대적인 의회로 발전시키자는 주장을 제기하였으나 실현되지는 않았다. 그러나 근왕파 및 수구파는 독립협회, 만민공동회가 공화정을 계획하려 한다, 윤치호, 박영효 또는 이준용 등을 대통령 또는 부통령으로 추대하고 공화정을 선포하려 한다는 루머를 체계적으로 유포하였다. 황제와 조정에서는 중추원을 견제하고, 중추원의 역할을 최대한 제한하려 하였다.
이러한 과정에서 1898년 11월 2일 관제가 개정되었으며, 1898년 11월 12일 개정, 1899년 5월 22일 개정, 1899년 8월 25일 개정, 1902년 11월 18일 개정, 1905년 10월 28일 개정, 1906년 1월 10일 개정, 마지막으로 1907년 5월 30일에 개정되는 등 지나칠 정도로 빈번하게 개정되다 1907년 그 기능이 종식되었다.

## 한계
독립협회와 만민공동회에서 결의한 것처럼 정책의 잘잘못을 논하는 등 조선, 대한제국의 백성이 정치에 대한 참여가 목적이었다. 그러나 공화정을 유포하려 한다 하는 루머가 날조되었고, 황제와 근왕파들은 중추원을 견제, 감시하였다.
1899년 독립협회와 만민공동회가 폐지된 뒤에는 황제의 형식적 자문기관으로 전락하였다.

## 같이 보기
| - 군국기무처 - 대한민국 임시 의정원 - 조선총독부 중추원 - 의회 - 국회 - 남조선 과도입법위원회 - 참정권 - 선거 - 투표 | - 독립협회 - 만민공동회 - 독립신문 - 박정양 - 서재필 - 윤치호 - 유길준 - 이승만 - 입헌군주제 |

## 참고 자료
- 왕현종 (2003년 3월 20일). 《한국 근대국가의 형성과 갑오개혁》. 서울: 역사비평사. 238~239쪽쪽. ISBN 8976961218.
- A.J. 그라즈단제브, 《한국현대사론:Modern Korea》, (이기백 번역, 일조각, 2006), ISBN 9788933704981|
- 이방원, 《한말 정치변동과 중추원》 (혜안, 2010), ISBN 9788984943803
- 김육훈, 《민주공화국 대한민국의 탄생:우리 민주주의는 언제, 어떻게 시작되었나?》 (휴머니스트, 2012) ISBN 9788958625223
- 김득련, 《환구음초》 (허경진 번역, 평민사, 2011), ISBN 9788971155714
- 신용하, 《독립협회 연구 상, 하》 (일조각, 2006)